# Eyjafjarðarsveit
Eyjafjarðarsveit es un municipio localizado al norte de Islandia, en la región de Norðurland Eystra. La mayoría del municipio está localizado tierra adentro, aunque la frontera norte bordea con el fiordo Eyjafjörður. Su población es de 1.097 habitantes (1 de diciembre de 2021) y tiene una superficie de 1.775 km². La comunidad más importante dentro del municipio es Hrafnagil com aprox. 260 habitantes.

## Cultura
En el municipio se encuentran varios lugares históricos. 
La iglesia Kaupangskirkja fue construida en 1929 con capacidad para 90 personas y renovada en 1988. Se encuentra en la granja Kaupang. El documento más antiguo que menciona una iglesia de la granja Kaupang fue redactado en 1318. La iglesia abriga un retablo pintado por Þórarin B. Þorláksson (1867–1924), uno de los pintores islandeses más conocidos.
La iglesia Saurbæjarkirkja, un pequeño edificio de turba, se encuentra en la granja Saurbaer. Fue construida en 1858 con capacidad para 60 personas. Debido a la escasez de madera en Islandia, el techo se compone de tepe, por lo que es muy parecida a las famosas casas de césped islandesas. Fue renovada en 2003. El interior de la iglesia mide 9,63 m de largo y 5,33 de ancho. El espesor de las paredes se eleva a 2,20 m en el norte y  a 1,70 m el sur.
La iglesia Grundarkirkja en la granja Grund fue construida entre 1904–1905 a expensas del agricultor Magnús Sigurðsson. Se trata de una iglesia relativamente grande que mide 17,15 m de largo y 8,98 m de ancho. La Grundarkirkja que abriga varias obras de arte es considerada como una de las iglesias más magníficas del país.
Munkaþverárkirkja es una iglesia de madera construida en 1844 con capacidad para 160 personas que fue renovada entre 1985–1988. Se encuentra en la granja Munkaþverá donde había un monasterio (Monasterio de Munkaþverá) desde 1155 hasta la introducción del protestantismo en Islandia en 1550. Un monumento en el cementerio está dedicado a Jón Arason, el último obispo católico de Islandia que había estudiado teología en el monasterio.

## Infraestructura
El municipio cuenta con una escuela, un kindergarten, una piscina pública y con una biblioteca. Hay varios alojamientos para turistas así como un terreno de camping. El aeropuerto más cercano es el Aeropuerto de Akureyri.

## Galería

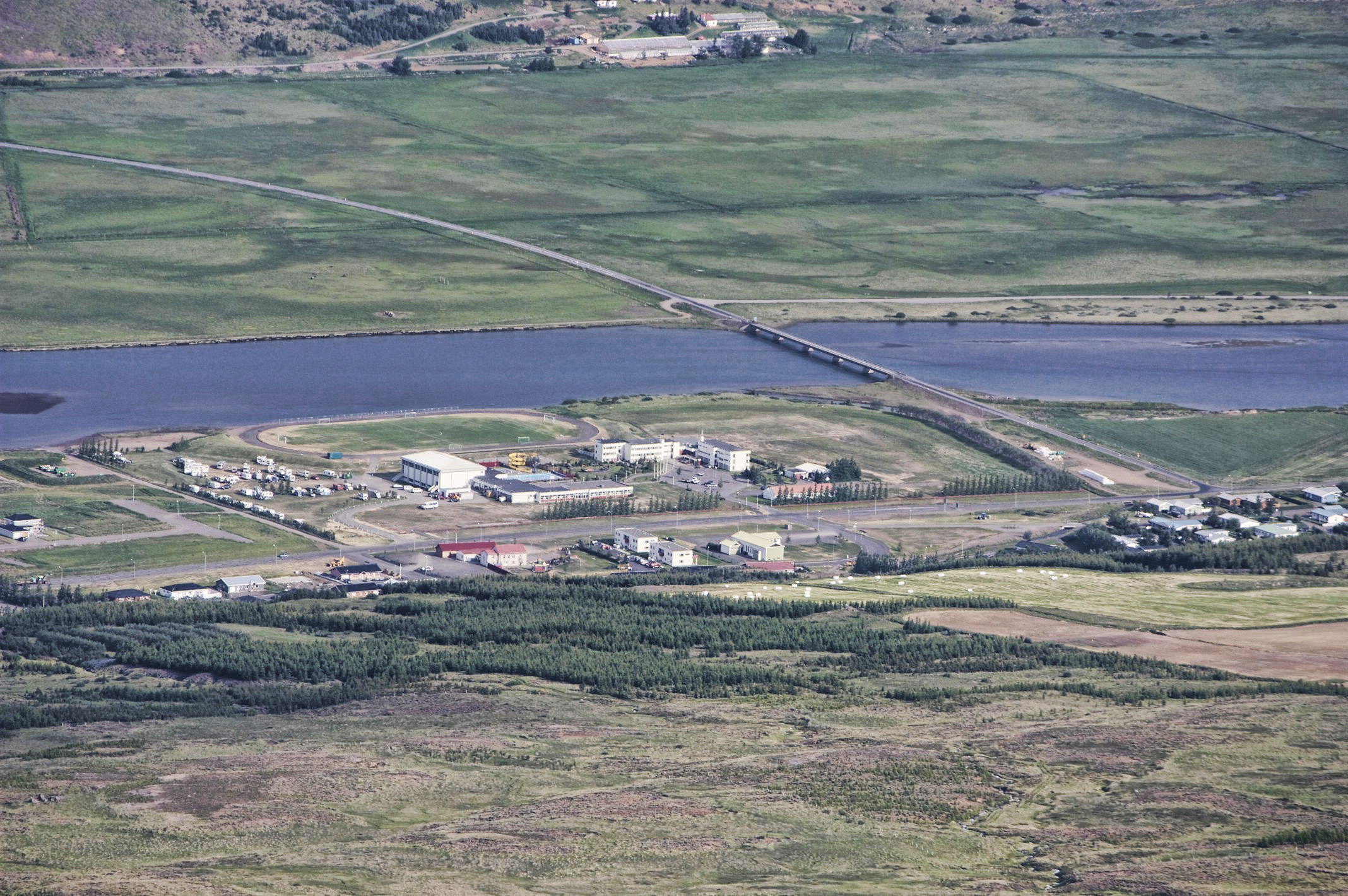
Hrafnagil
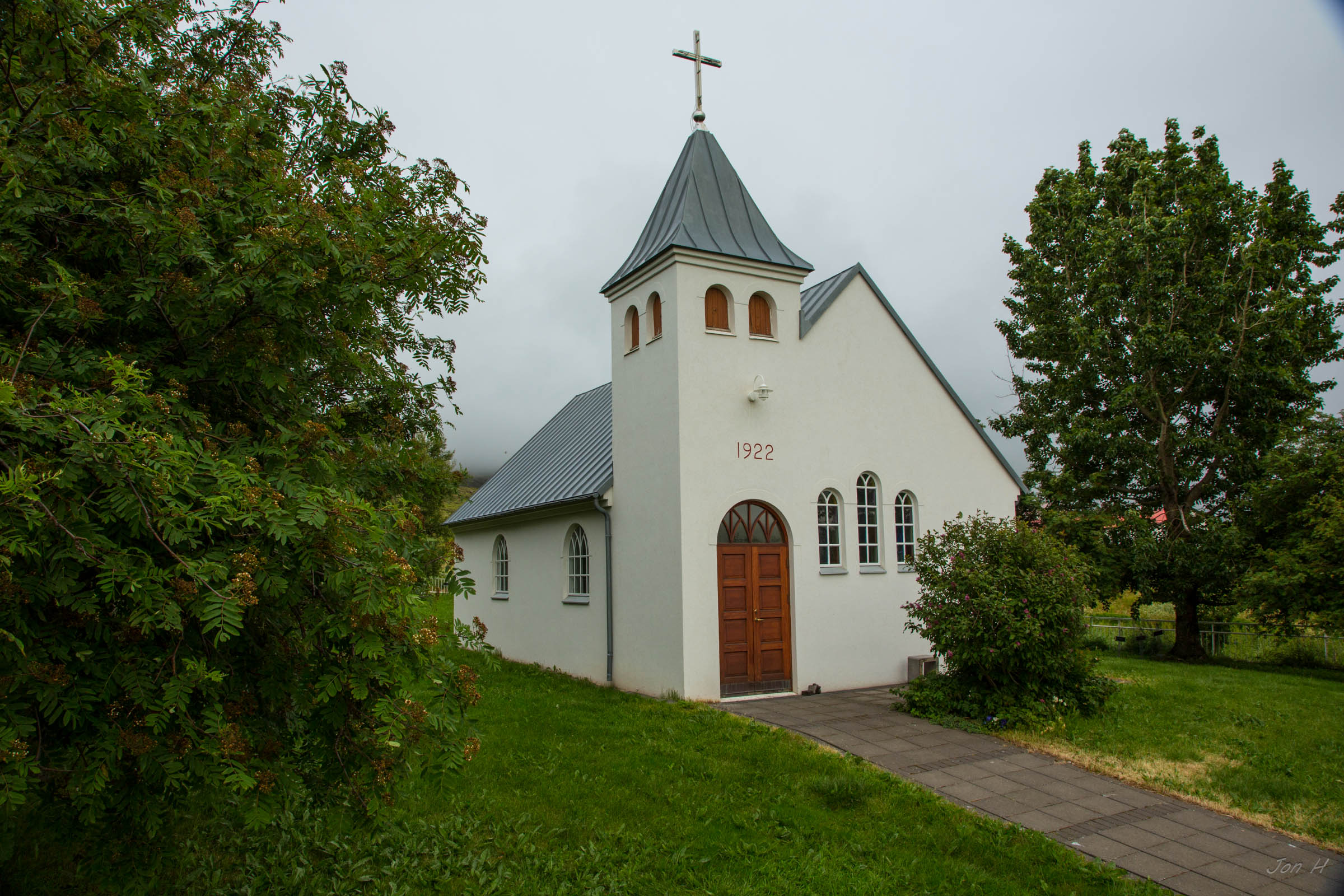
Iglesia Kaupangskirkja
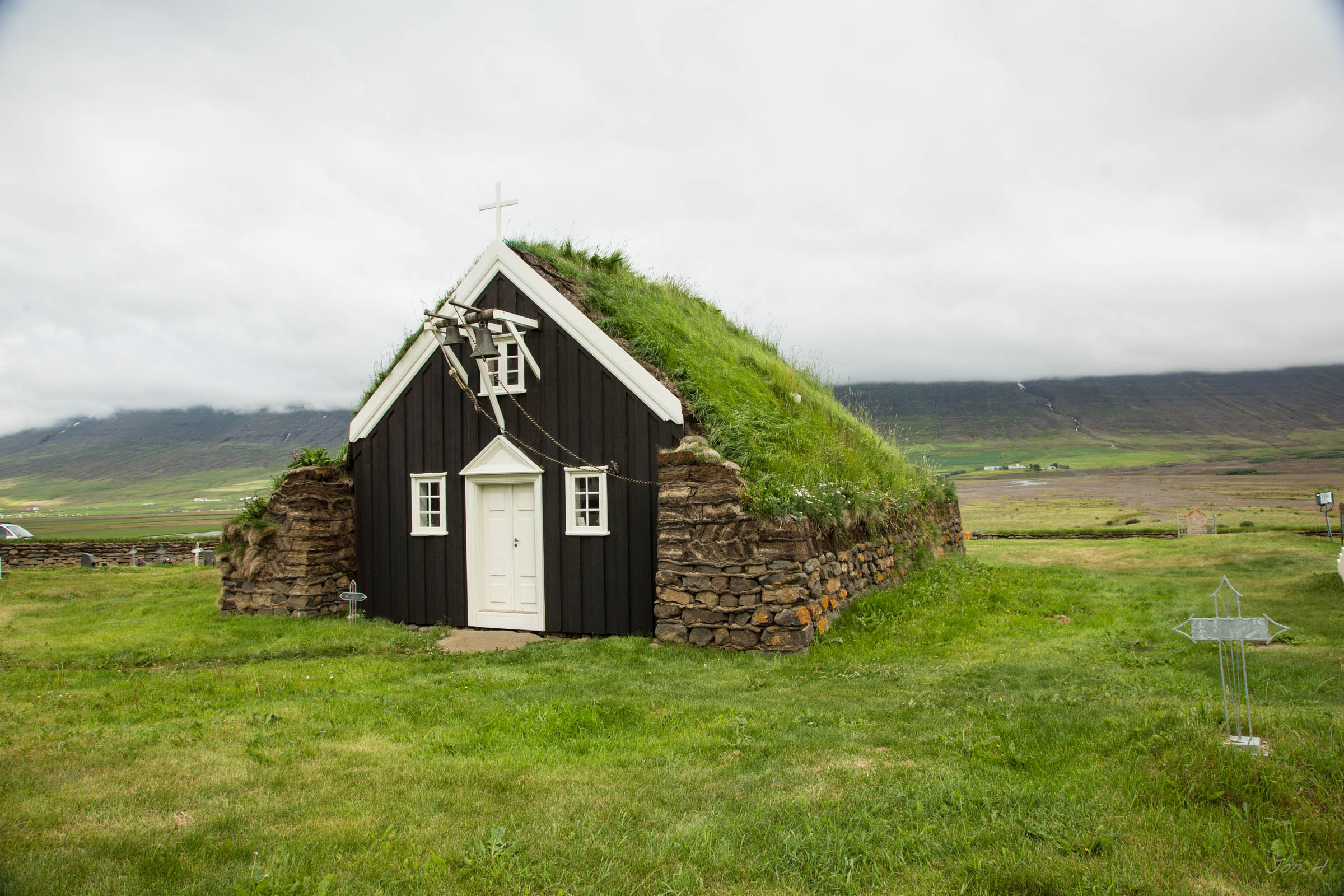
Iglesia Saurbæjarkirkja
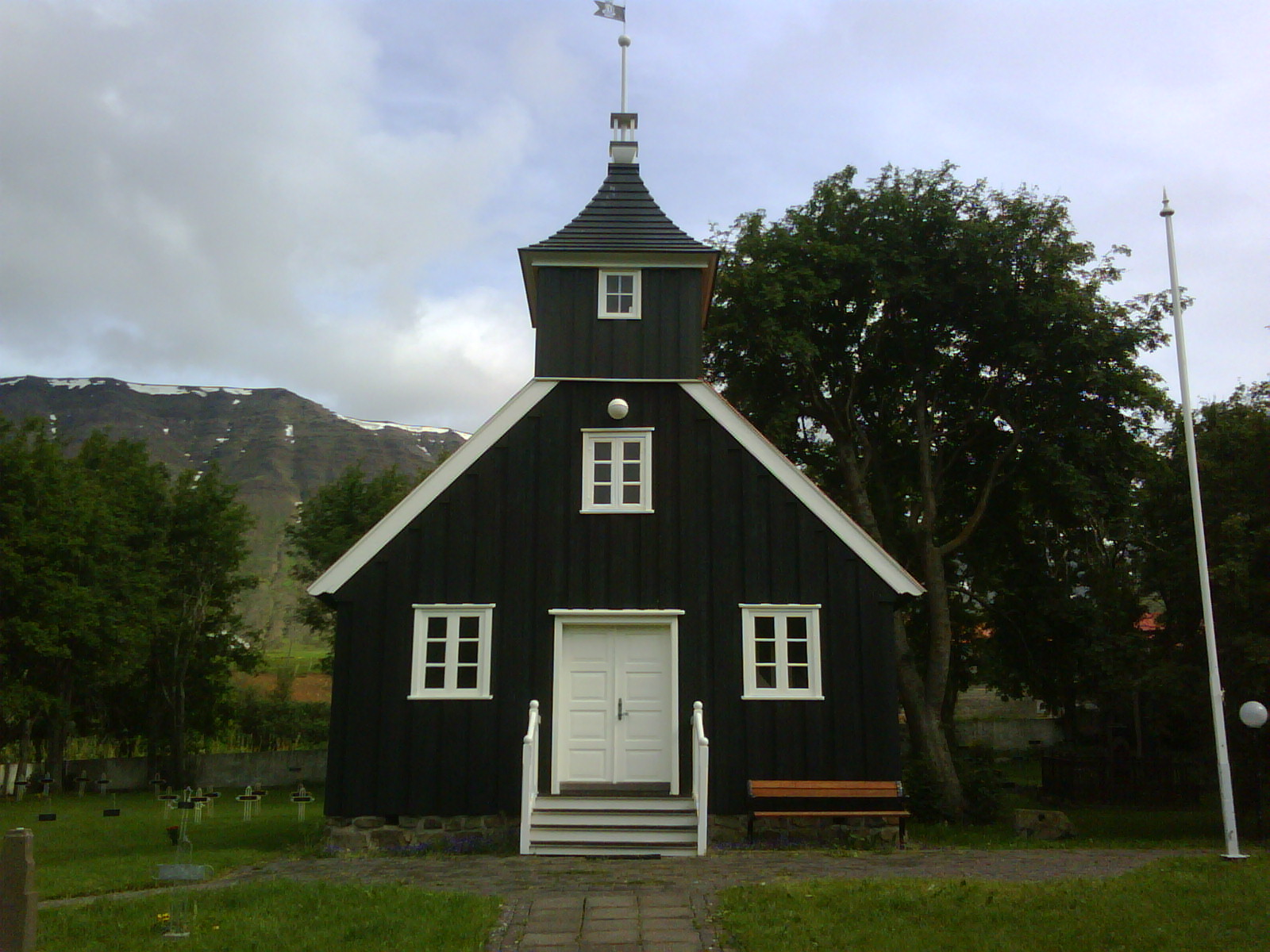
Iglesia Munkaþverárkirkja
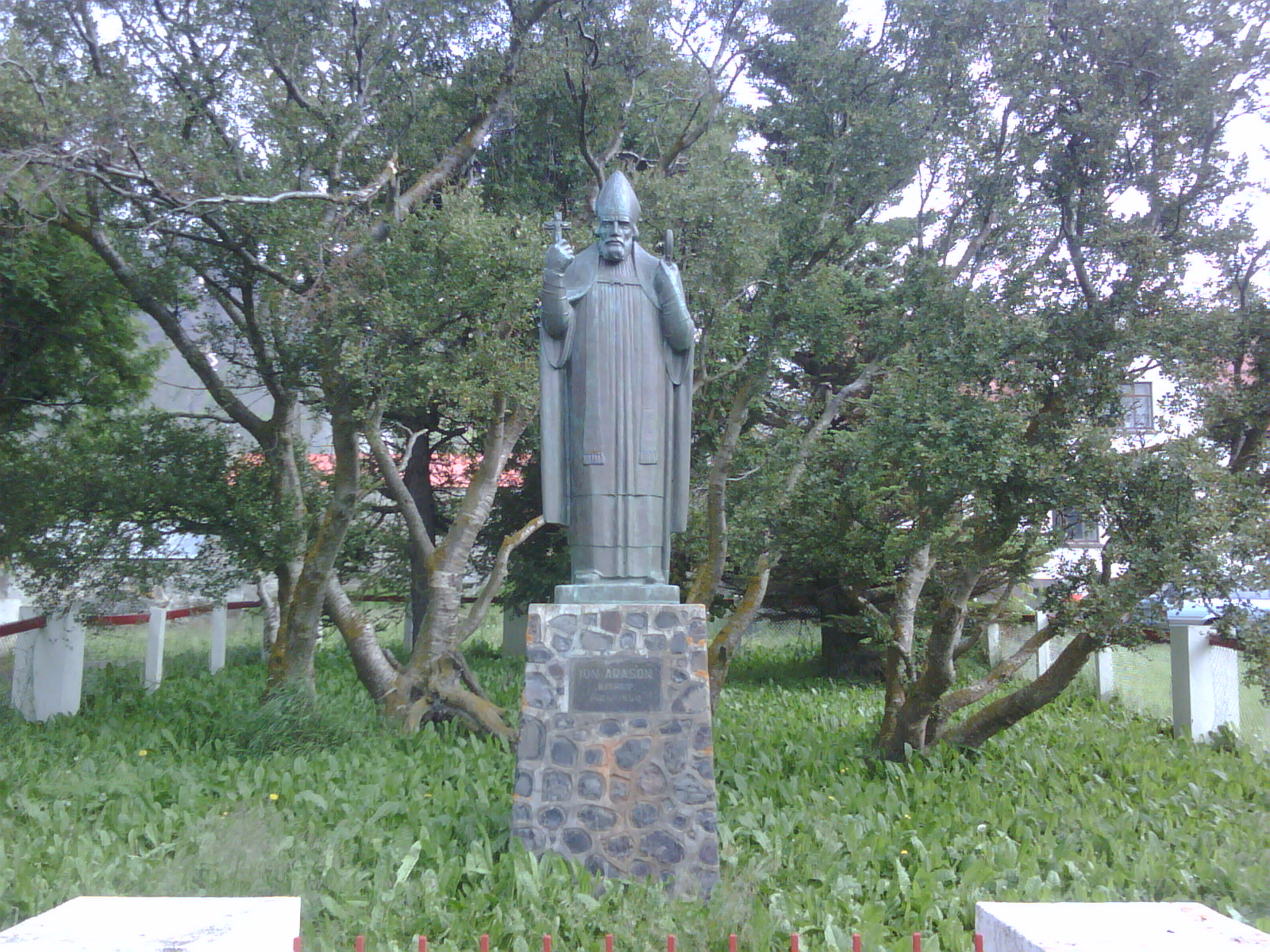
Monumento de Jón Arason